# François de Baschi
François de Baschi Saint-Estève (* 9. Juli 1710 in Thoard, Département Alpes-de-Haute-Provence; † 19. Dezember 1777 in Saint-Aunès, Département Hérault) war ein französischer Diplomat.
François de Baschi war der Enkel von Charles Baschi Seigneur de Saint-Estève. 1412 war die Famille de Baschi von Florenz in die Provence übersiedelt. Er heiratete am 6. April 1740 Carlotte-Victoire le Normand.  Von 1748 bis 1755 war de Baschi Ministre plénipotentiaire in München. Vom 22. Januar 1753 bis zum 20. August 1756 war er Gesandter in Lissabon. Ab 1760 war er Gesandter in der Republik Venedig.